# Consus Real Estate
Die Consus Real Estate AG ist eine Immobilienbeteiligungsgesellschaft mit Sitz in Berlin.

## Geschichte

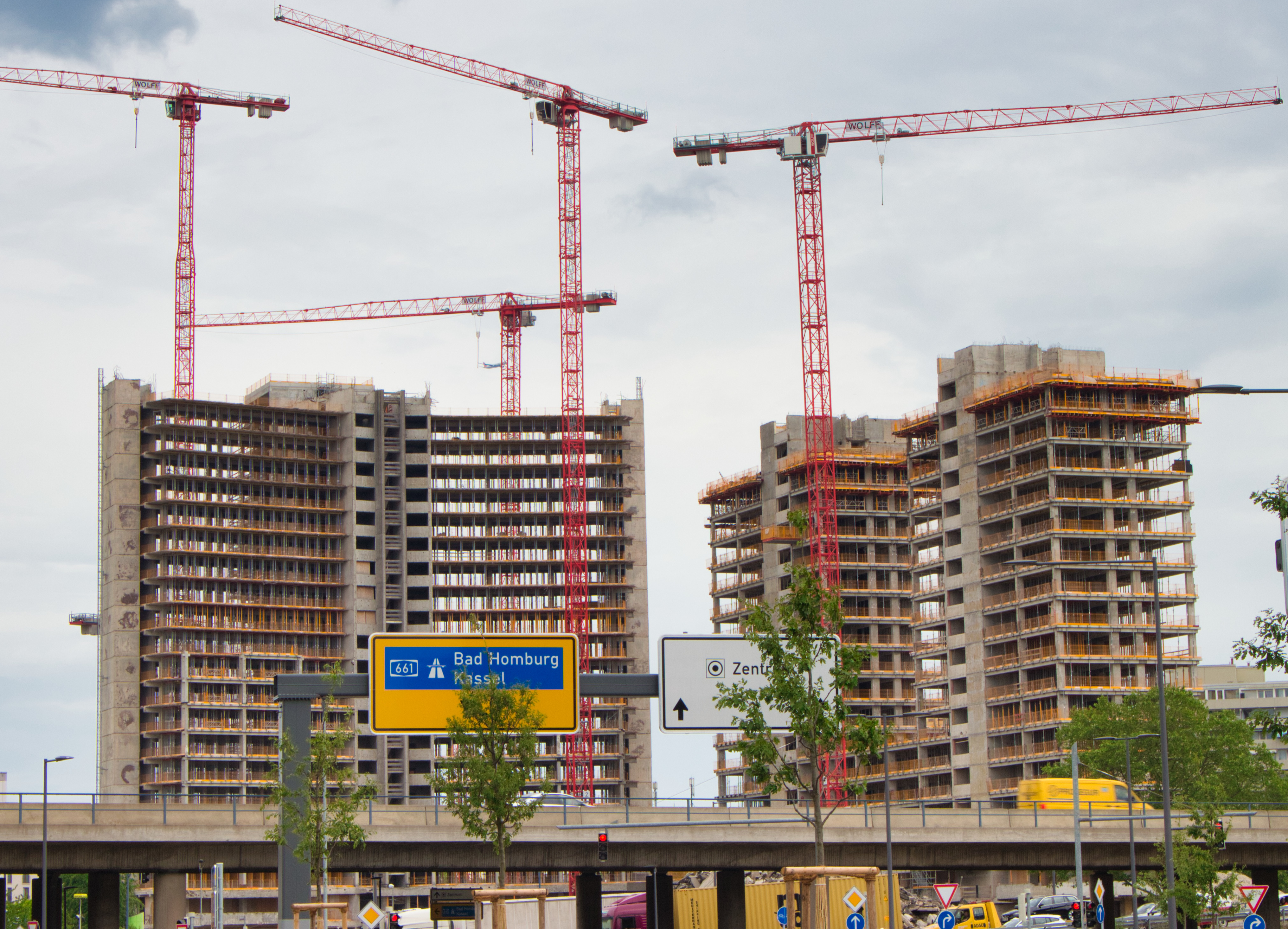
Baustelle des Vitopia-Campus in Offenbach, eines ursprünglich von CG entwickelten Consus-Projekts

Die Consus Real Estate AG, vormalige Consus Commercial Property AG, ist seit April 2017 börsennotiert. Nach eigenen Angaben summiert sich das Volumen der Projektentwicklungen auf EUR 9,7 Mrd.
Beteiligungen sind u. a. seit 2017 die CG-Gruppe sowie seit 2018 die SSN Group und damit indirekt die Mehrheit der ehemaligen Gerch Development GmbH. Consus ist per April 2019 überwiegend im Besitz von Aggregate Group, zu etwa einem Drittel (Angaben schwanken zwischen 27 % und 34 %) im Streubesitz und zu einem kleineren Teil (Angaben je nach Quelle 6 %–8 %) Christoph Gröner. Aggregate Deutschland S.A. war ausweislich einer Pressemitteilung vom 23. August 2017 Verkäufer von 50 % der Anteile an der CG Gruppe AG an Consus Real Estate AG.
Am 8. Mai 2020 meldete die ADO Properties S.A., Luxemburg, ihr Vorhaben des Anteils- und Kontrollerwerbs über die Consus Real Estate AG beim Bundeskartellamt zur Prüfung an.
Im Juni 2020 übernahm die Adler Group (Vormals ADO Properties) die Mehrheit an Consus Real Estate. Dafür machte die Adler Group von einer seit Dezember 2019 bestehenden Kaufoption Gebrauch und erwarb weitere 51 % der Anteile an Consus. Ende 2020 verkaufte die Adler Group 1600 Wohn- und Gewerbeeinheiten für 75,7 Mio. Euro, um die Finanzierungsstruktur nach der Fusion zu stärken. Zugleich wurden die Anteile an der Consus Real Estate auf 94 % erhöht.

## Projekte
Die drei größten 2019 in den Beteiligungen gehaltenen Projekte waren der „VAI Campus“ – ursprünglich wurde das Projekt als „Garden Campus“ bezeichnet – in Stuttgart-Vaihingen (es handelt sich um die ehemalige IBM-Deutschlandzentrale, den früher sogenannten „Eiermann-Campus“), der Eutritzscher Freiladebahnhof in Leipzig und die „Holsten Quartiere“ in Hamburg.